# Света Троица (Мождивняк)
Вижте пояснителната страница за други значения на Света Троица.
„Света Троица“ (на македонска литературна норма: „Света Троица“) е православна църква в кумановското село Мождивняк, Северна Македония, част от Кумановско-Осоговската епархия на Македонската православна църква – Охридска архиепископия.
Църквата е гробищен храм и е разположена в североизточния край на селото. В архитектурно отношение е еднокорабна, с двускатен покрив, без апсида, с отворен трем на западната и южната страна. Входът е от запад. Иконостасът е обикновен, а на запад има имитация на галерия без стъпала към нея. Стените не са изписани. Храмът е изграден в 1936 година. Трапезарията в двора е старо училище.
Основната ценност на църквата са престолните икони, дело на неизвестен зограф – „Исус Христос“, „Света Богородица с Христос“, „Свети Никола“. На гърба на иконата на Свети Никола е разкрита икона на Свети Илия, датираща от втората половина на XIV до средата на XV век. Другите три икони са от XVI век и според Коста Балабанов произхождат от някоя изоставена църква в Щипско, която съдейки по патронната икона на Свети Никола Скоропомощник е носила неговото има - вероятно „Свети Никола“ в Павлешенци или „Свети Никола“ в Крупище (1635). Иконите са с изключително високи художествени качества и са сред най-добрите образци от първата половина на XVI век, дело на големия художник от Грамоща Йоан Зограф. Стилът на мождивняшкия зограф прилича на този на охридско-костурската школа, но той не принадлежи към нея. Според Дарко Николовски средновековните манастири в околността, които нямат запазени оригинални иконостасни икони, са потенциален източник на трите икони, особено вероятни са църквата „Свети Никола“ (1358 - 1360), която носи името на Свети Никола и е в непосредствена близост до Мождивняк. Възможни са и Осоговският, Лесновският и Карпинският манастир.
- Средновековните икони от „Света Троица“
- „Света Богородица“, XVI век
- „Исус Христос“, XVI век
- „Свети Никола“, XVI век
- Иконата на Свети Илия, XIV – XV век